# Erwin Steinegger
Erwin Steinegger ist ein ehemaliger österreichischer Skispringer.

## Werdegang
Steinegger startete zwischen 1953 und 1958 bei der Vierschanzentournee. Jedoch bestritt er in allen Tourneen nur die Springen in Innsbruck. Bei der ersten Vierschanzentournee 1953 gelang ihm mit dem 19. Platz sein bestes Einzelresultat. Auch in der Gesamtwertung belegte er mit Rang 22 sein bestes Resultat. Bei der Vierschanzentournee 1954/55 erreichte er Rang 31, drei Jahre später bei der Vierschanzentournee 1957/58 Rang 79.

## Erfolge

### Vierschanzentournee-Platzierungen
| Saison  | Platz | Punkte |
| ------- | ----- | ------ |
| 1953    | 25.   | 194,0  |
| 1954/55 | 31.   | 188,5  |
| 1957/58 | 79.   | 133,0  |